# (10551) Göteborg
(10551) Göteborg ist ein Asteroid des äußeren Hauptgürtels, der am 18. Dezember 1992 von dem belgischen Astronomen Eric Walter Elst am Schmidt-Teleskop des französischen Observatoire de Calern bei Grasse (IAU-Code 010) entdeckt wurde. Unbestätigte Sichtungen des Asteroiden hatte es schon im Januar 1931 unter der vorläufigen Bezeichnung 1931 AK am Lowell-Observatorium in Arizona gegeben.
Der mittlere Durchmesser von (10551) Göteborg wurde mithilfe des Wide-Field Infrared Survey Explorers (WISE) mit 15,689 km (±0,128) berechnet, die Albedo mit 0,084 (±0,110).
Der Asteroid gehört zur Eos-Familie, einer Gruppe von Asteroiden, welche typischerweise große Halbachsen von 2,95 bis 3,1 AE aufweisen, nach innen begrenzt von der Kirkwoodlücke der 7:3-Resonanz mit Jupiter, sowie Bahnneigungen zwischen 8° und 12°. Die Gruppe ist nach dem Asteroiden (221) Eos benannt. Es wird vermutet, dass die Familie vor mehr als einer Milliarde Jahren durch eine Kollision entstanden ist. Die zeitlosen (nichtoskulierenden) Bahnelemente von (10551) Göteborg sind fast identisch mit denjenigen des kleineren, wenn man von der Absoluten Helligkeit von 14,6 gegenüber 12,1 ausgeht, Asteroiden (50951) 2000 GE78.
Die Rotationsperiode von (10511) Göteborg wurde 2015 von Adam Waszczak, Chan-Kao Chang, Eran Ofek et al. untersucht. Die Lichtkurven reichten jedoch nicht zu einer Bestimmung aus.
(10551) Göteborg wurde am 2. März 2000 nach der schwedischen Stadt Göteborg benannt.